# Valentina Legkostupovová
Valentina Valerjevna Legkostupovová (Валенти́на Вале́рьевна Легкосту́пова; 30. prosince 1965 Chabarovsk – 14. srpna 2020 Moskva) byla ruská zpěvačka pop music.
Pocházela z muzikantské rodiny, narodila se v Chabarovsku, dětství prožila na Krymu. Absolvovala konzervatoř v Simferopolu a Hudební akademii Gněsinových v Moskvě. Účinkovala ve skupině Iosifa Kobzona, písně pro ni skládali Raimonds Pauls i Vjačeslav Dobrynin. Největším hitem byla píseň „Ягода-малина“, s níž získala zvláštní cenu poroty na festivalu v Sopotech roku 1988. Ve stejném roce nazpívala do filmu Приморский бульвар skladbu „Капля в море“; úryvek z ní byl později použit v českém filmu Kolja. Účinkovala v Tulské filharmonii i v estrádním divadle Lva Leščenka, od roku 2005 působí jako vyučující na akademii Gněsinových. V roce 2001 obdržela titul zasloužilé umělkyně Ruské federace.

## Smrt
V srpnu 2020 byla převezena ze svého bytu v Moskvě ve vážném stavu s těžkým poraněním mozku. Aniž nabyla vědomí, zemřela 14. srpna v moskevské nemocnici.